# Sankt Anton am Arlberg

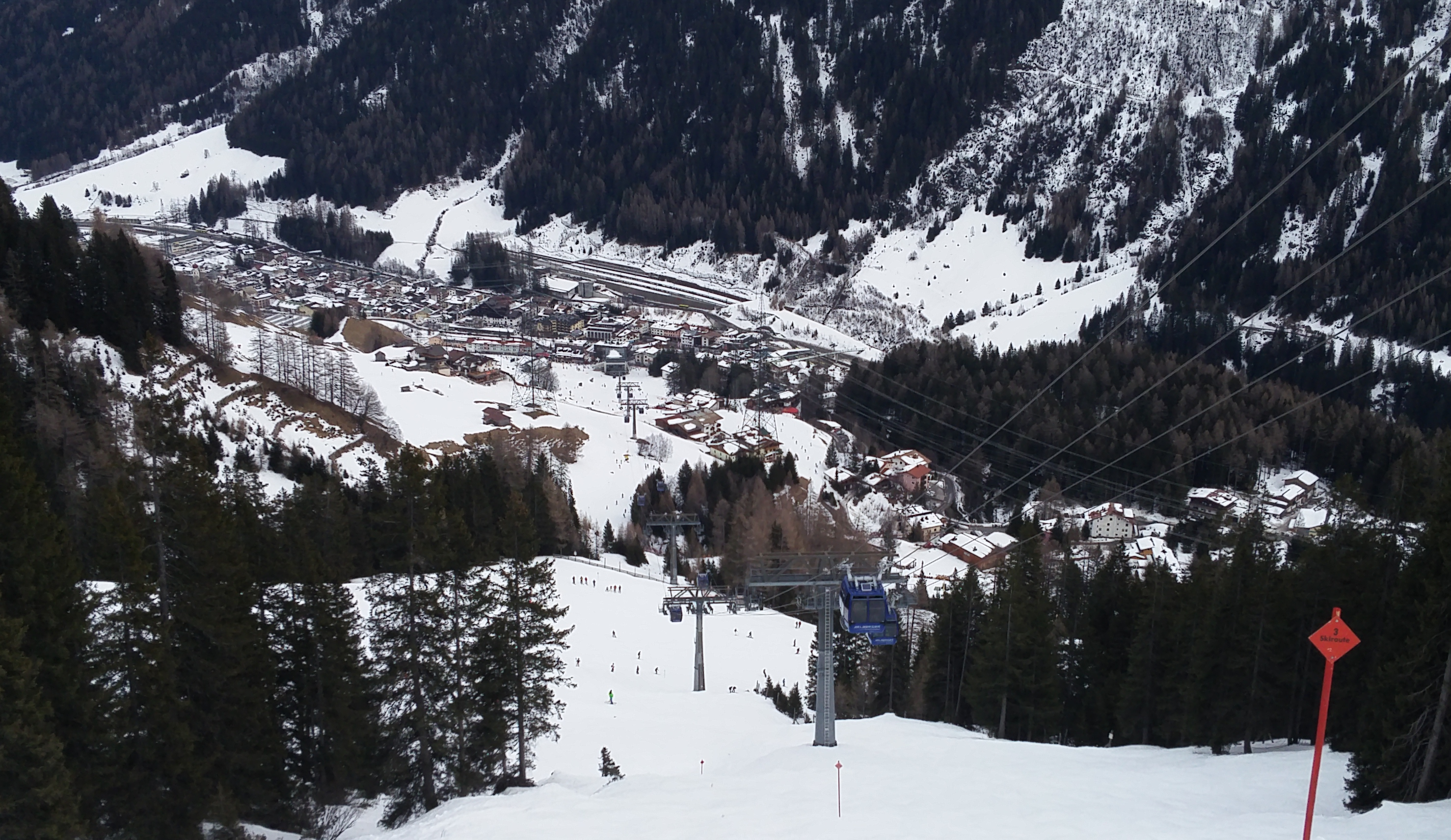
St. Anton, 2016

Sankt Anton am Arlberg, també conegut com St. Anton, és un poble i estació d'esquí del Tirol, a l'oest d'Àustria, a la frontera de Vorarlberg, a peu del Pas d'Arlberg. El municipi té una superfície de 165,81 km² i una població permanent del voltant de 2.800 habitants. Està situat a 1.304 metres sobre el nivell del mar en els Alps de Tirol, consta de telefèrics i telecadires a 2.811 metres. Es divideix en els districtes de Nasserein, Jaume i Sant Cristòfol. És també un destí de vacances molt popular entre els excursionistes i alpinistes.
L'esquí té una llarga història a St. Anton: els instructors d'esquí de l'àrea van emigrar a Amèrica en la dècada de 1930, ajudant a popularitzar l'esport. St. Anton va ser l'amfitrió del Campionat Mundial d'Esquí Alpí de 2001. St Anton am Arlberg és la ciutat natal de Hannes Schneider i de Karl Schranz.

## El complex
Una ciutat amb 2 500 habitants permanents, St. Anton es troba sobre el riu Rosanna i està en la línia ferroviària principal entre Àustria i Suïssa. És part de l'aliança Ski*Alberg d'estacions d'esquí - una regió que inclou 94 telefèrics i telecadires, 340 quilòmetres de pistes preparades i 200 quilòmetres de pistes de neu profunda.
Una zona de vianants forma el centre de la ciutat. A l'extrem oest del poble està "Galzigbahn" que ha estat reemplaçat per una gòndola Funitel. La nova gòndola permet ascendir als passatgers a bord de la gòndola a la planta baixa, després es gira la gòndola fins als cables d'alta velocitat.
St. Anton va aparèixer en la pel·lícula de 1969 Downhill Racer, amb Robert Redford i Gene Hackman.